# Шафранов, Николай Семёнович

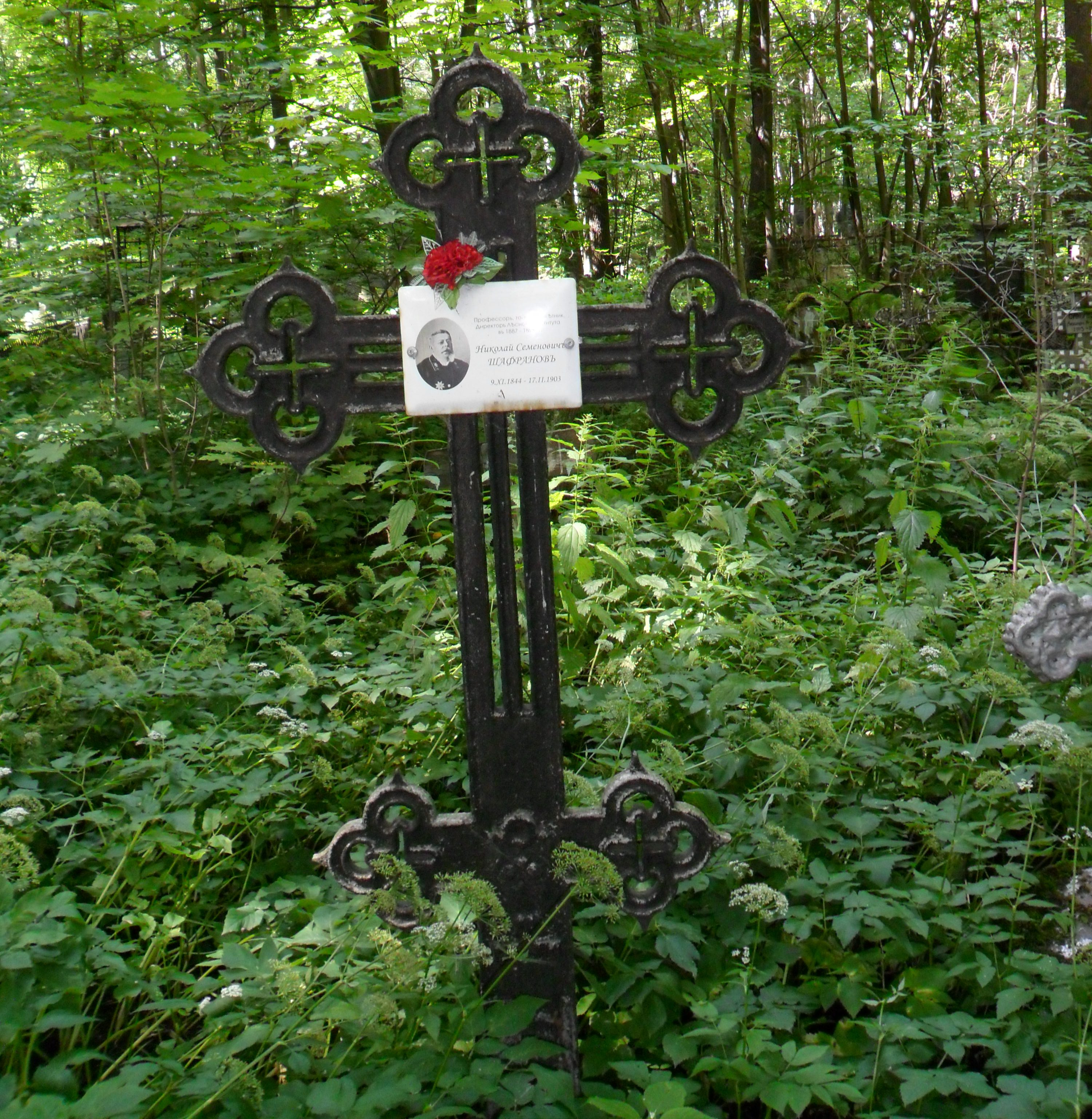
Могила Н.С. Шафранова на Смоленском православном кладбище в Санкт-Петербурге

 Николай Семёнович Шафранов  (1844—1903) — русский лесовод, профессор Санкт-Петербургского лесного института, общественный деятель, редактор «Лесного журнала», организатор выставок в Нижнем Новгороде, тайный советник.

## Биография
Среднее образование получил в Митавской гимназии, а высшее — в Лесном и межевом институте, по окончании которого, в 1862 году, служил младшим, а затем — старшим лесным таксатором в Рязанской, Гродненской и Курляндских губерниях, после чего был на два года командирован за границу, для дальнейшего усовершенствования в науках.  Вернувшись в 1867 году в Россию, Шафранов в течение двух лет, по поручению министерства государственных имуществ, изучал условия лесной торговли Западного края России, преимущественно транзитной, через порты Балтийского моря за границу.
В 1869 году он был назначен преподавателем лесоводства в Санкт-Петербургском земледельческом институте, как стал называться его «альма-матер». В 1880 году назначен профессором лесоводства и помощником директора, вновь поменявшего своё название, теперь — Санкт-Петербургского — лесного института, в котором с 1887 года занял пост директора. В 1894—1896 годах принимал деятельное участие в устройстве всероссийской художественно-промышленной выставки в Нижнем Новгороде.
Выйдя в 1899 году в отставку, Н. С. Шафранов продолжал работать в общественных организациях и принимал активное участие в работе съездов: Петербургского съезда естествоиспытателей и Второго съезда деятелей по сельскохозяйственному и лесному опытному делу в России.
Похоронен в Санкт-Петербурге на Смоленском православном кладбище (участок 148, могила сохранилась).

## Избранные труды
- Лесной отдел на Парижской всемирной выставке 1867 года : Заметки запасных лесничих Н. Шафранова и Н. Познякова Санкт-Петербург : тип. т-ва "Обществ. польза", 1868
- Объяснительная записка к проектам такс на леса губерний Минской, Могилевской и Смоленской / [Соч.] Н. Шафранова и О. Полетаева Санкт-Петербург : тип. Ф. Стелловского, 1868
- Из области государственного лесного хозяйства  Н. Шафранов Москва : тип. и лит. С.Н. Степанова, ценз. 1870
- Труды II-го Всероссийского съезда лесохозяев в г. Липецке : (С 16-го по 26-е авг. 1874 г.) : Сообщ., сделанное Н.С. Шафрановым в Лесном о-ве 21-го сент. и 5-го окт. 1874 г.Санкт-Петербург : тип. Майкова, 1874
- Лесовозращение : Учение о пр-ве продуктов лесн. хоз-ва / Соч. Н.С. Шафранова Санкт-Петербург : А.Ф. Девриен, 1875
- Технические свойства древесины (Санкт-Петербург, 1873)
- Руководство к лесохранению (1 издание, Санкт-Петербург, 1874, 2 издание - 1876) и др.